# Boninia
Boninia es un género con dos especies de plantas de flores perteneciente a la familia Rutaceae. 

## Especies seleccionadas
- Boninia glabra
- Boninia grisea